# Sentimental Street
«Sentimental Street» —en español: «Calle sentimental»— es una canción interpretada por la banda estadounidense Night Ranger y fue escrita por Jack Blades. Aparece originalmente como la quinta pista del álbum Seven Wishes, lanzado por MCA Records en 1985.

## Lanzamiento y descripción
La canción se publicó como el primer sencillo de Seven Wishes en 1985, siendo producido, al igual que el álbum, por Pat Glasser. El vinilo contiene en el lado B el tema «Night Machine» —traducido del inglés: «Máquina nocturna»—, escrito por Blades, Kelly Keagy y Brad Gillis. Una versión promocional de doce pulgadas fue lanzada en el mismo año, la cual numera la edición normal de la melodía del lado A y una más corta del lado contrario.

## Recepción
El sencillo fue bien recibido en los Estados Unidos y Canadá, pues en el primero se colocó en el puesto 8.º del Billboard Hot 100 y 3.º del Mainstream Rock Tracks, en tanto, la revista especializada RPM Magazine lo ubicó en la 29.ª posición de su listado de éxitos en julio de 1985.

## Lista de canciones
Versión comercial

| Lado A |                      |              |          |  |
| N.º    | Título               | Escritor(es) | Duración |  |
| 1.     | «Sentimental Street» | Jack Blades  | 4:14     |  |

| Lado B |                 |                                    |          |  |
| N.º    | Título          | Escritor(es)                       | Duración |  |
| 2.     | «Night Machine» | Blades / Kelly Keagy / Brad Gillis | 4:34     |  |
| 8:48   |                 |                                    |          |  |

Edición promocional

| Lado A |                                      |              |          |  |
| N.º    | Título                               | Escritor(es) | Duración |  |
| 1.     | «Sentimental Street» (versión larga) | Jack Blades  | 4:14     |  |

| Lado B |                                      |              |          |  |
| N.º    | Título                               | Escritor(es) | Duración |  |
| 2.     | «Sentimental Street» (versión corta) | Jack Blades  | 3:50     |  |
| 8:04   |                                      |              |          |  |

## Créditos
- Jack Blades — voz principal y bajo.
- Kelly Keagy — batería y coros.
- Brad Gillis — guitarra y coros.
- Jeff Watson — guitarra.
- Alan Fitzgerald — teclados.

## Listas
| Año  | País           | Lista                            | Máxima posición |
| ---- | -------------- | -------------------------------- | --------------- |
| 1985 | Canadá         | RPM Magazine Top 100 Singles     | 29.º            |
| 1985 | Estados Unidos | Billboard Hot 100                | 8.º             |
| 1985 | Estados Unidos | Billboard Mainstream Rock Tracks | 3.º             |